# Colletes recurvatus
Colletes recurvatus är en biart som beskrevs av Metz 1910. Colletes recurvatus ingår i släktet sidenbin, och familjen korttungebin. Inga underarter finns listade i Catalogue of Life.